# غفر (خنفر)

تعديل مصدري - تعديل

غفر هي إحدى قرى عزلة جعار بمديرية خنفر التابعة لمحافظة أبين، بلغ تعداد سكانها 164 نسمة حسب تعداد اليمن لعام 2004.